# 车辆基地
- 關於一般由（国家或地区）铁路运输管理公司直属的一级组织机构，請見「车辆段 (铁路运输)」。

车辆基地，是城市轨道交通系统（地铁、轻轨、有轨电车等）中，以车辆停放、检修和日常维修为主体，集中车辆段（或停车场）、综合维修中心、物资总库、培训中心及相关生活设施等组成的综合性生产单位。一般由城市轨道交通运营公司管理，单线使用或多线共用。
在香港，港鐵公司及其前身地鐵公司稱之為「車廠」，九鐵公司自1996年品牌改革至兩鐵合併稱之為「維修中心」；此外，新加坡地鐵亦仿傚香港前地鐵公司稱呼，將類似設施稱為「车厂」；台灣稱之為「機廠」；中國大陸稱之為「车辆段」或「定修段」和「停车场」（简称场段），少数情况也使用「车辆基地」。

## 主体部分类型
车辆基地主体部分的作用是车辆停放、检修和日常维修。根据可提供的车辆服务类型一般分为车辆段和停车场两类，前者能够提供运用管理和更高级别的车辆检修，而后者则主要提供车辆停放和日常维护。

## 图片

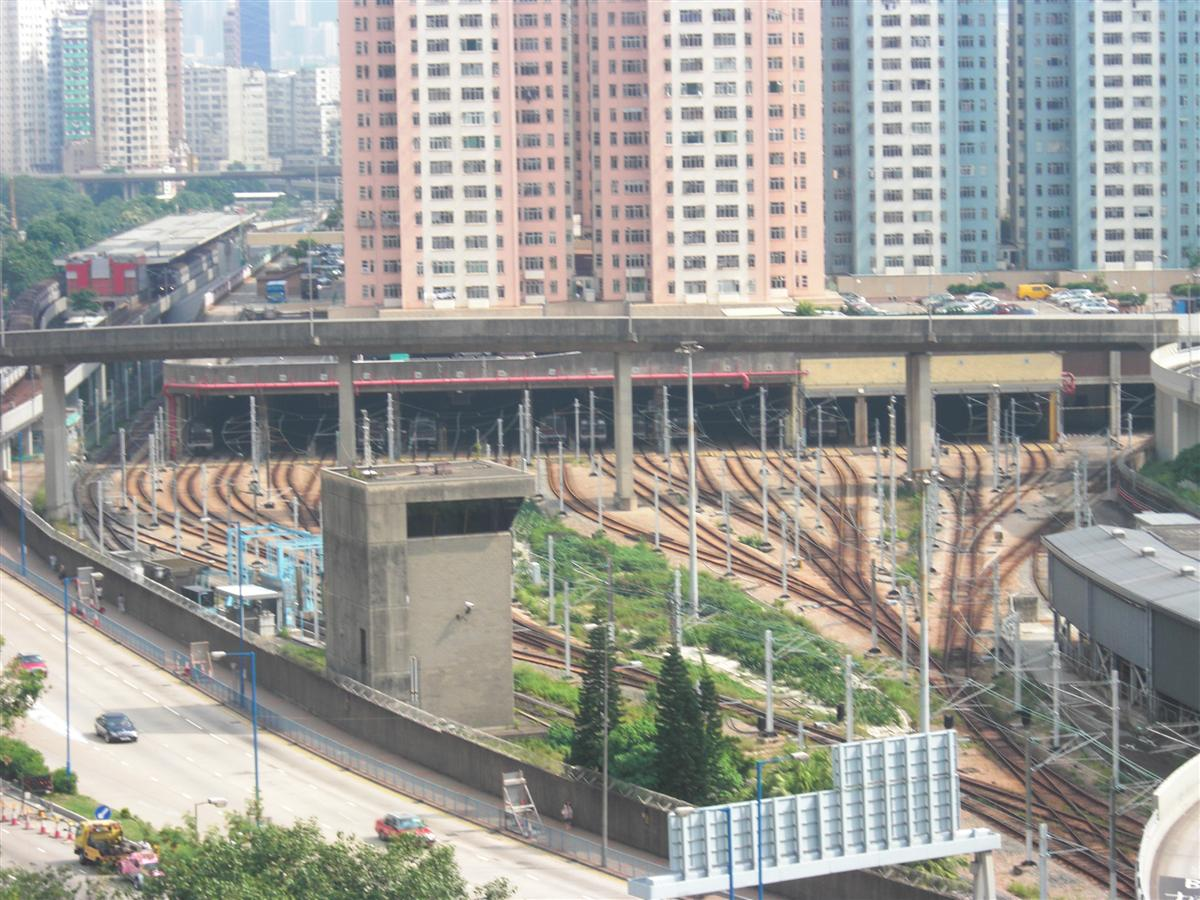
港鐵九龍灣車廠。在香港以及深圳，為了善用土地，鐵路車廠上蓋通常建有多座房屋。
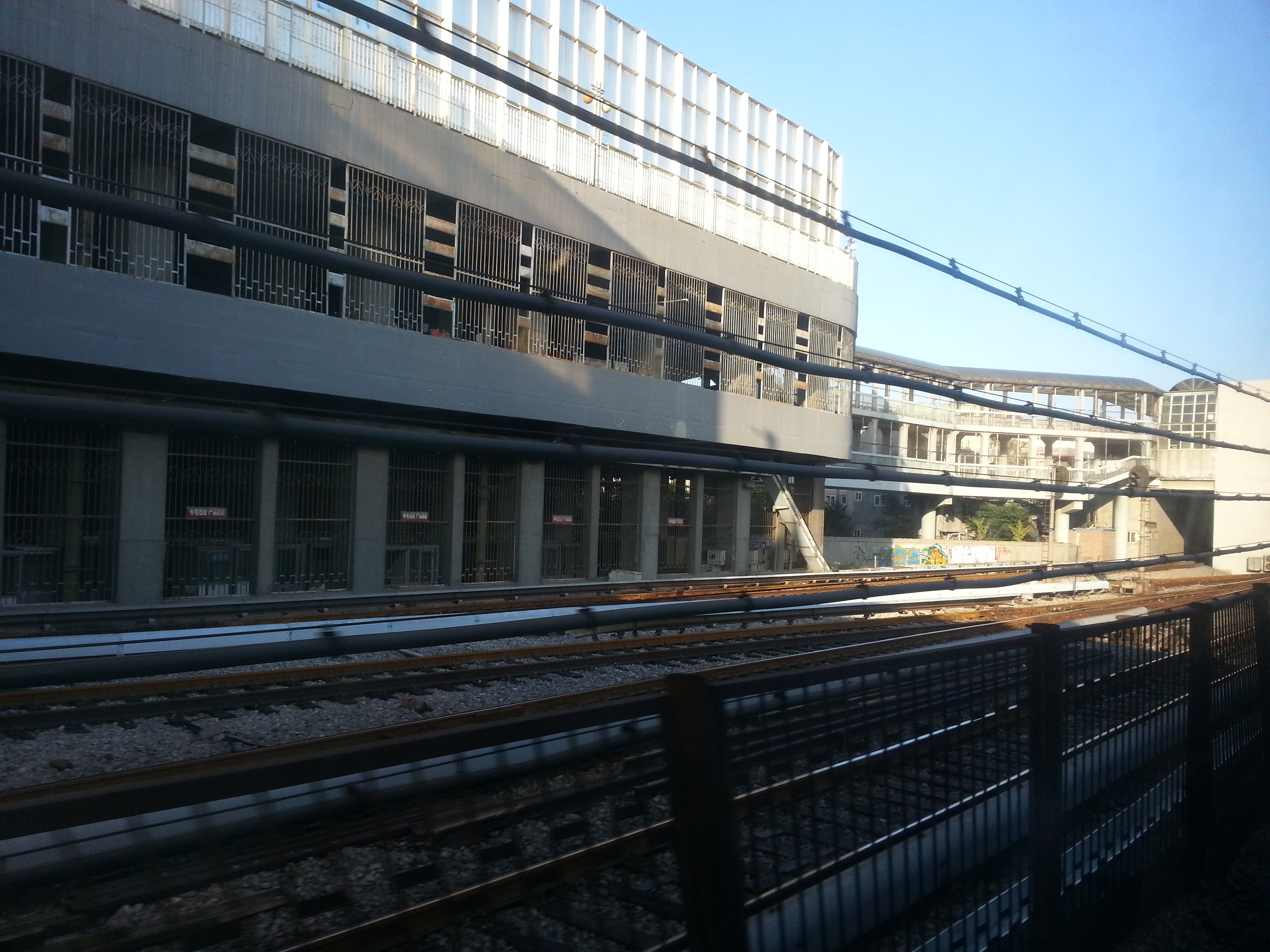
北京地鐵1號線四惠車輛段建有多座房屋區東側連接四惠東站的通道。
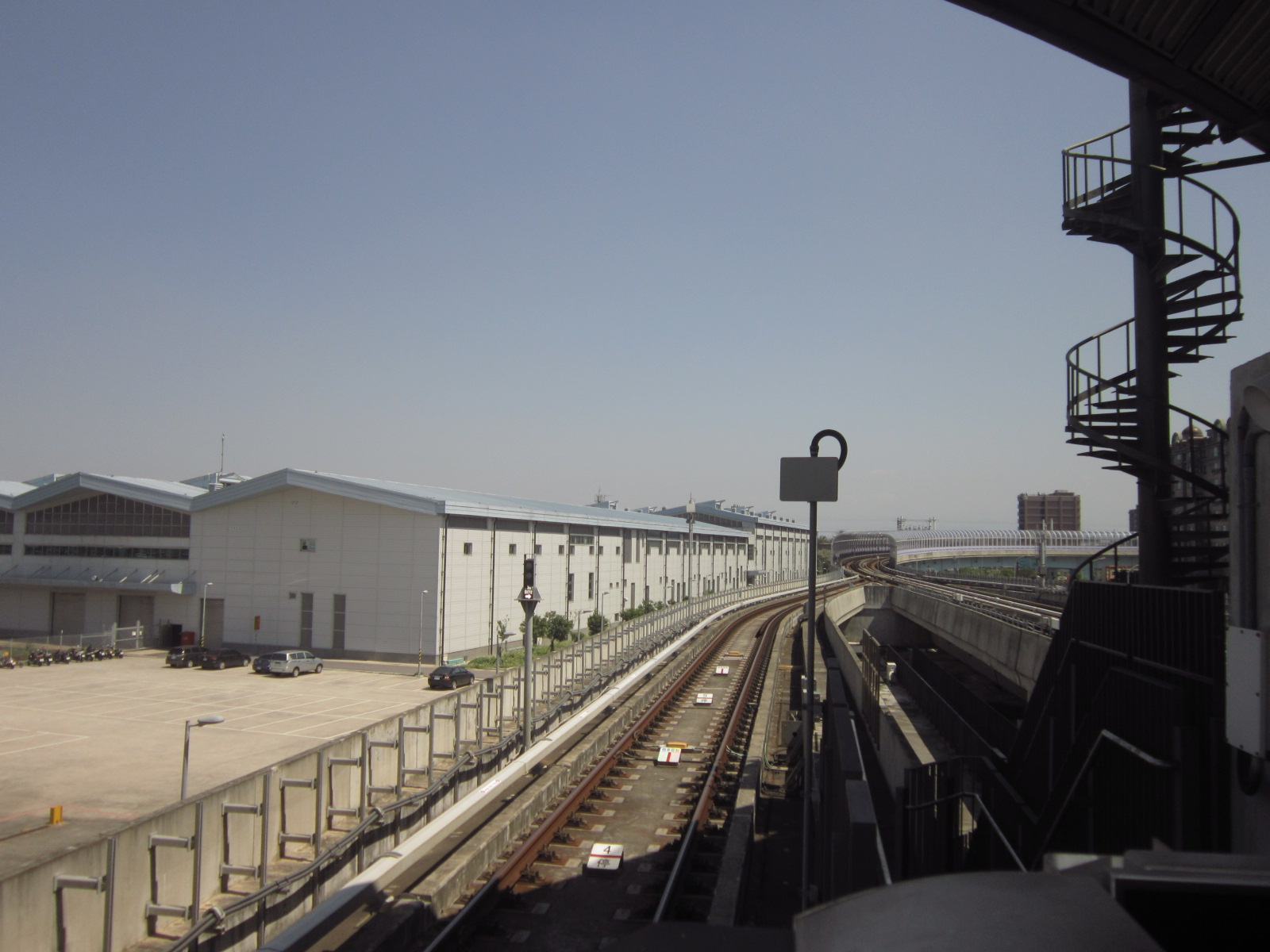
由青埔機廠經過領航站月臺的股道，股道的左側即是青埔機廠的廠房。
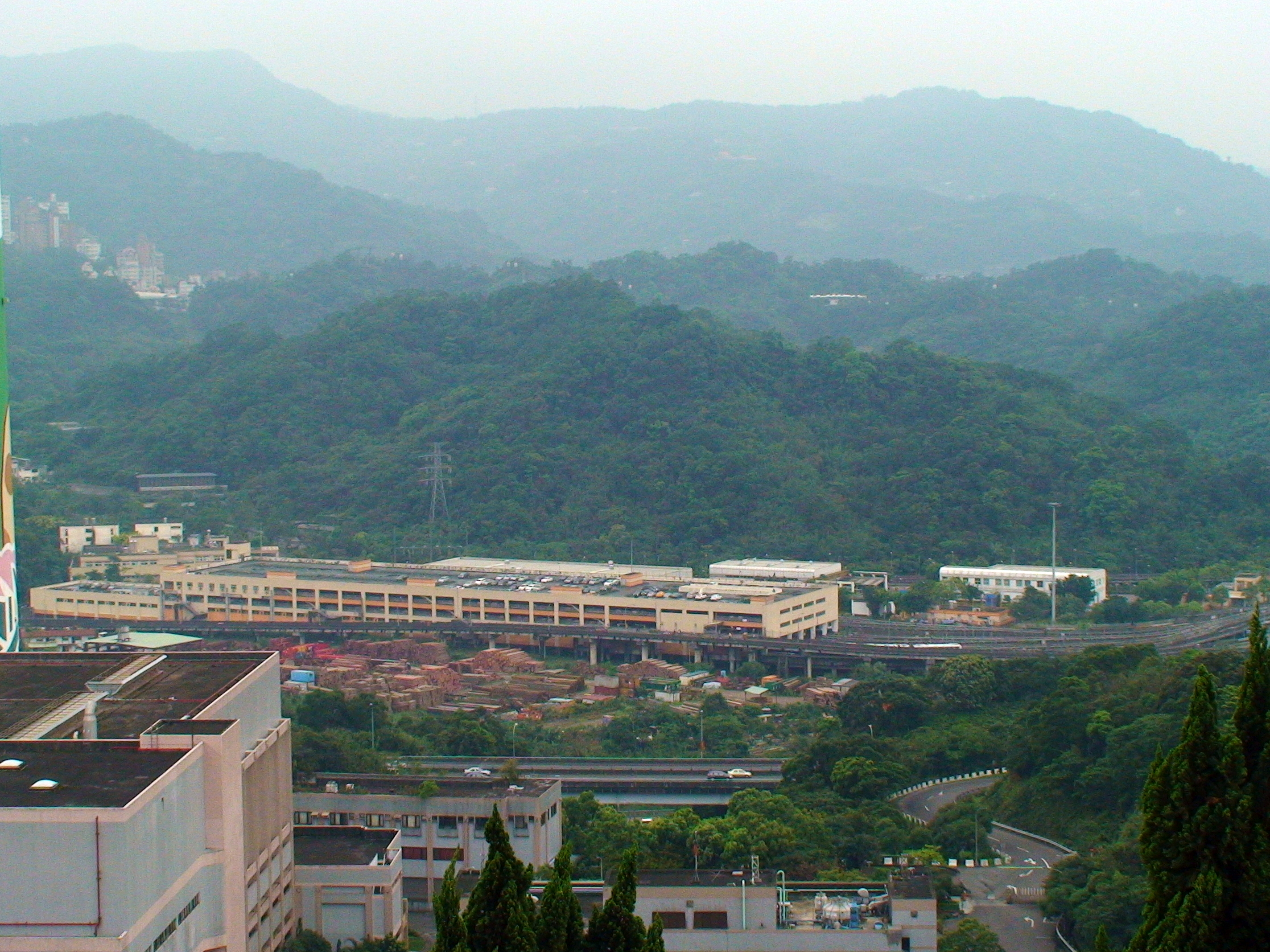
台北捷運文湖線的機廠木柵機廠全景。
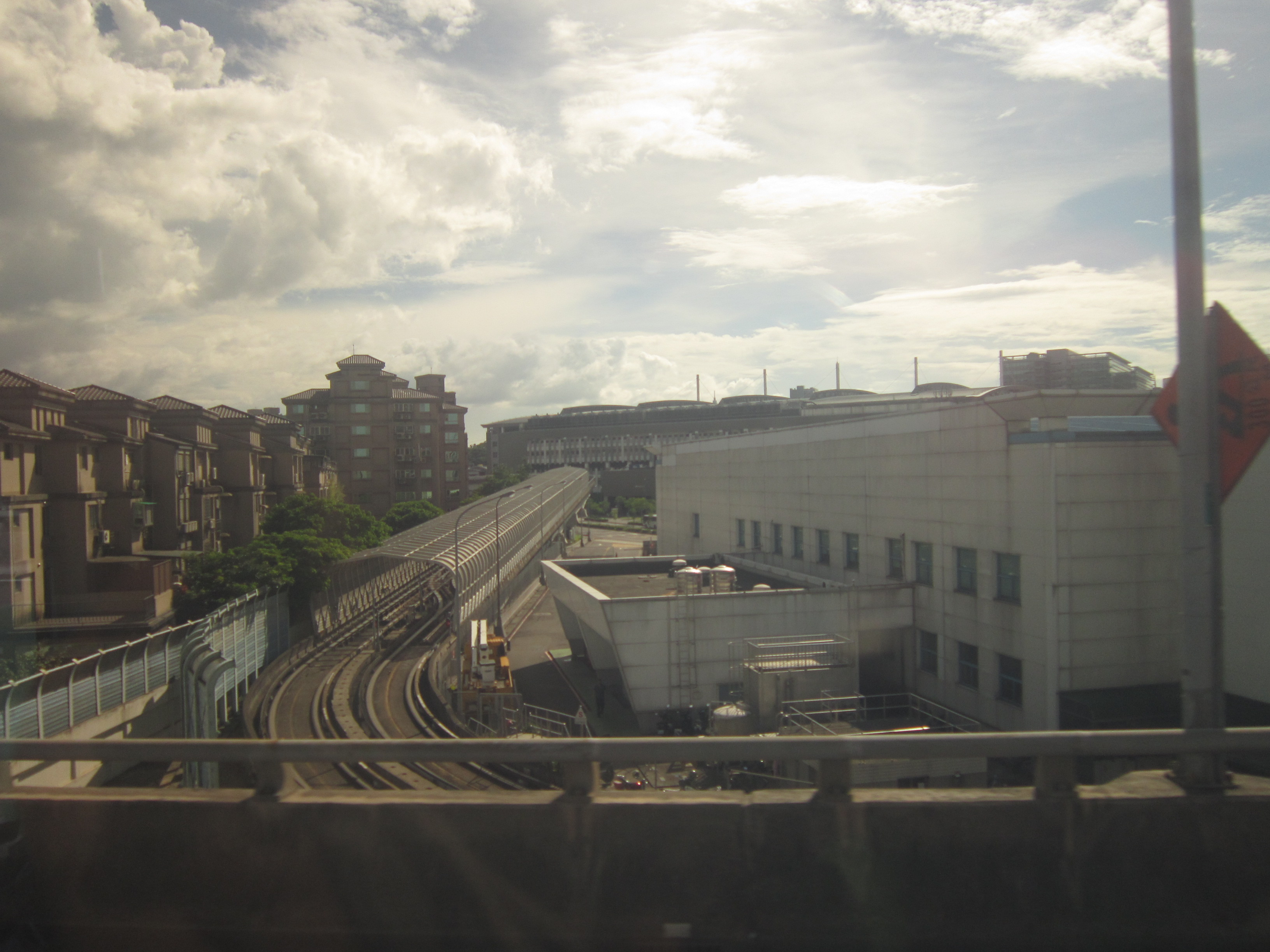
右側為台北捷運文湖線的機廠內湖機廠廠房，左側為內湖機廠通往南港展覽館站的軌道。

## 實例

### 中華民國（臺灣）
- 臺北捷運機廠：木柵機廠、內湖機廠、北投機廠、新店機廠、新莊機廠、中和機廠、蘆洲機廠、南港機廠、土城機廠、南機廠
  - 未完工：北機廠、金城機廠
- 高雄捷運機廠：北機廠、南機廠、大寮機廠、前鎮機廠、鼓山駐車場
  - 興建中：
- 桃園捷運機廠：青埔機廠、蘆竹機廠
- 臺中捷運機廠：北屯機廠
- 新北捷運機廠：淡海機廠、安坑機廠
  - 即將啟用：
  - 興建中：三峽機廠

### 中华人民共和国
- 上海地铁车辆基地
- 杭州地铁车辆基地
- 港铁车厂